# 빌 모즐리
빌 모즐리(Bill Moseley, 1951년 11월 11일 ~ )는 미국의 배우이다. 부인은 영화 《레인 맨》에서 잠깐 등장시킨 루신다 제니이다.

## 출연 작품
- 고스트랜드 (2021) - 총독 역
- 3 프롬 헬 (2019)
- 좀비 : 죽은 자들의 도시 (2019)
- 악몽의 미드나잇 (2018) - 김플 역
- 보어 살인 멧돼지 (2018)
- 알로: 더 버핑 피그 (2016)
- 알코올리스트 (2016)
- 포제션 익스페리먼트 (2016)
- 스머더드 (2016)
- 더 호드 (2016)
- 올모스트 머시 (2015)
- 맨슨 걸스 (2015)
- 찰리농장의 저주 (2014)
- 디사이플스 (2014)
- 스키니 딥 (2014)
- 더 맹글드 (2013)
- 텍사스 전기톱 연쇄살인사건 3D (2013)
- 데드 소울즈 (2012)
- 더 데빌스 카니발 (2012)
- 로그 리버 (2012)
- 엘도라도 (2012)
- 엑시트 휴머니티 (2011)
- 앤더슨 크로스 (2010)
- 갓킬러 (2010)
- 더 그레이브스 (2010)
- 토처드 (2010)
- 데드 에어 (2009, Dead Air)
- 더 혼티드 월드 오브 엘 슈퍼비스토 (2009)
- 악마의 무덤 (2009)
- 알파벳 킬러 (2008)
- 하우스 (2008)
- 퍼펙트 플레이스 (2008)
- 어론 인 더 다크2 : 마녀 사냥꾼 (2008)
- 리포!더 제네틱 오페라 (2008)
- 쓰리 (2007)
- 애 봐주는 사람 구함 (2007)
- 할로윈: 살인마의 탄생 (2007)
- 그라인드하우스 (2007)
- 폴른 엔젤 (2006)
- 슬래셔 영화의 흥망성쇠 (2006)
- 살인마 가족 2 (2005)
- 비셔스 (2003)
- 살인마 가족 (2003)
- 카니발 (2003)
- 에센스 오브 에코 (2002)
- 바그다드의 소년들 (2002)
- 텍사스 전기톱 학살 5 (2000)
- 콘벤트 (2000)
- 리틀 디노 3 (1995)
- 이블 에드 (1995)
- 블러드 런 (1994)
- 미스터 존스 (1993)
- 이블 데드 3 - 암흑의 군단 (1992)
- 늑대 개 (1991)
- 살아있는 시체들의 밤 (1990)
- 사막의 살인 병기 (1990)
- 죽음의 밤 3 (1989)
- 핑크 캐딜락 (1989)
- 페어 게임 (1988)
- 우주 생명체 블롭 (1988)
- 텍사스 전기톱 학살 2 (1986)
- 인데인저드 스피시즈 (1982)
- 우리 생애 나날들 (1965)